# Huvudstadsregionens Vagnpark
Huvudstadsregionens Vagnpark Ab (fi. Pääkaupunkiseudun Junakalusto Oy) är ett aktiebolag grundat av VR och SAD-städerna Helsingfors, Vanda, Esbo och Grankulla. Bolagets uppgift är att upphandla, äga och förvalta järnvägsfordon som behövs inom SAD-områdets närtrafik.
VR-koncernen äger 35 % av bolaget, Helsingfors 34 %, Vanda 17 %, Esbo 12 % och Grankulla 2 %.

## Nya tåg

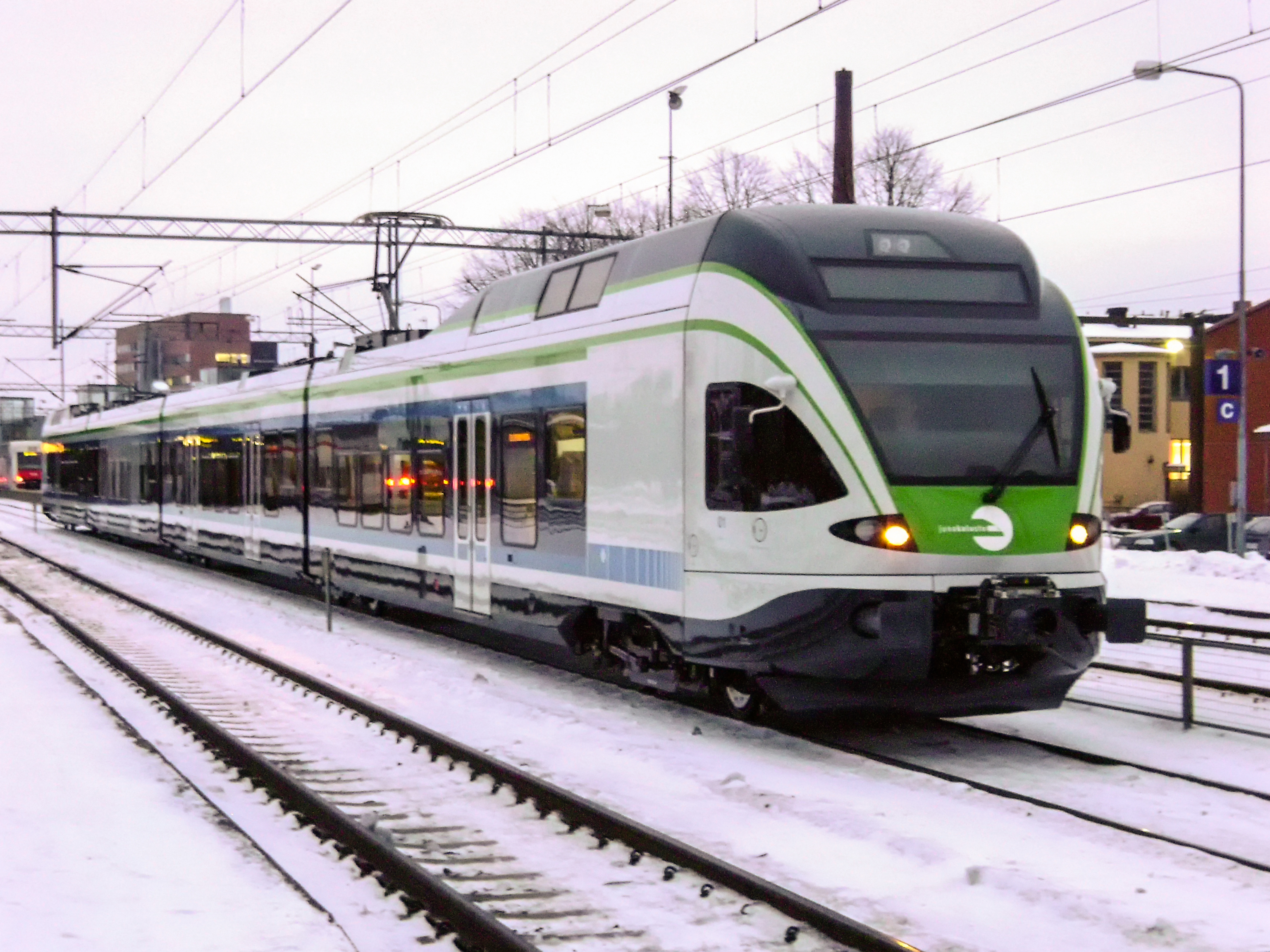
Sm5.

Närtrafiken inom huvudstadsregionen var i behov av nya fordon eftersom Sm1- och Sm2-tågen byggda 1968–1973 och 1975–1981 hade blivit till åren komna. Sm1-tågen fasades ut 2009-2016 och ersattes då av Sm5. Även nya banprojekt, befolkningstillväxten i regionen och viljan att frigöra fler Sm4-låggolvståg till regionaltrafiken och på mer långväga lokaltåglinjer gör att det behövs nya tågsätt.
Offertbegäran gällande de nya tågen skickades i september 2005. 31 augusti 2006 beslöt Huvudstadsregionens Vagnpark att beställa 32 elmotorvagnar av den schweiziska tillverkaren Stadler Rail. De nya tågen har fått beteckningen Sm5 och fasades in 2009-2014.
Målet med att låta Huvudstadsregionens Vagnpark äga de nya tågsätten är att Huvudstadsregionens samarbetsdelegation SAD ska kunna öka genomskinligheten i sin kostnadsstruktur och uppnå besparingar genom att sluta skilda avtal om trafik, underhåll och de äldre tågens användning. Det kommer också att bli möjligt för SAD att konkurrensutsätta trafiken ifall VR:s monopol för passagerartrafik på järnvägar upphävs.
VR har fram tills Sm5 levererades ägt alla rullande fordon som används inom närtrafiken. År 2019 är Sm2 fortfarande i bruk på vissa närtrafikslinjer och de ägs av VR.